# Sfîntul Gheorghe Suruceni
Sfîntul Gheorghe Suruceni (rum. Fotbal Club Sfîntul Gheorghe) – mołdawski klub piłkarski z siedzibą w Suruceni.

## Historia
Drużyna piłkarska Sfîntul Gheorghe Suruceni została założona w miejscowości Suruceni 11 lipca 2003. Na początku klub pracował z dziećmi. Dopiero w sezonie 2008/09 debiutował w Divizia A, w której zajął 11 miejsce. Pomimo faktu iż klub nie wywalczył awansu do pierwszej ligi, dzięki bazie technicznej i materialnej, przeszedł licencjonowanie i otrzymał miejsce w najwyższej klasie rozgrywkowej. W sezonie 2009/10 zadebiutował w Divizia Națională.
W kwietniu 2008 klub podpisał umowę o współpracę z witryną Moldfootball.com, a w czerwcu 2009 jako pierwszy mołdawski klub przekazał prawo na teletransmisje kanałowi N4.

## Sukcesy
- Wicemistrz Mołdawii: 2019
- Puchar Mołdawii: 2020/21

## Europejskie puchary
Legenda do wszystkich tabel:
- Q – runda eliminacyjna, 1/16, 1/8, 1/4, 1/2 – odpowiednia faza rozgrywek, Grupa – runda grupowa, 1r gr – pierwsza runda grupowa, 2r gr – druga runda grupowa, F – finał, R – runda, PO – play-off
- k. – rzuty karne, los. – losowanie, Dogr. – dogrywka, w. – zasada bramek strzelonych na wyjeździe

| Sezon   | Rozgrywki               | Runda | Klub                | Dom             | Wyjazd          | Ogólnie         |
| ------- | ----------------------- | ----- | ------------------- | --------------- | --------------- | --------------- |
| 2020/21 | Liga Europy             | 1Q    | Szachcior Soligorsk | 0–0 (W), k: 4–1 | 0–0 (W), k: 4–1 | 0–0 (W), k: 4–1 |
| 2020/21 | Liga Europy             | 2Q    | Partizan            | 0–1 (D), Dogr.  | 0–1 (D), Dogr.  | 0–1 (D), Dogr.  |
| 2021/22 | Liga Konferencji Europy | 1Q    | Partizani Tirana    | 2–3             | 2–5             | 4–8             |
| 2022/23 | Liga Konferencji Europy | 1Q    | NŠ Mura             | 1–2             | 1–2             | 2–4             |